# Talbot Typ Taunus
Der Typ Taunus ist ein zweiachsiger Verbrennungstriebwagen, von dem 1952 drei Exemplare in der Aachener Waggonfabrik Talbot hergestellt wurden, eines davon für die Jülicher Kreisbahn (JKB). Dieses Fahrzeug ist als einziges des Typs Taunus bis heute erhalten. Nachdem die JKB in der Dürener Kreisbahn und diese später in der Rurtalbahn aufging, wurde es 2009 restauriert und seitdem gelegentlich für Sonderfahrten eingesetzt.

## Geschichte

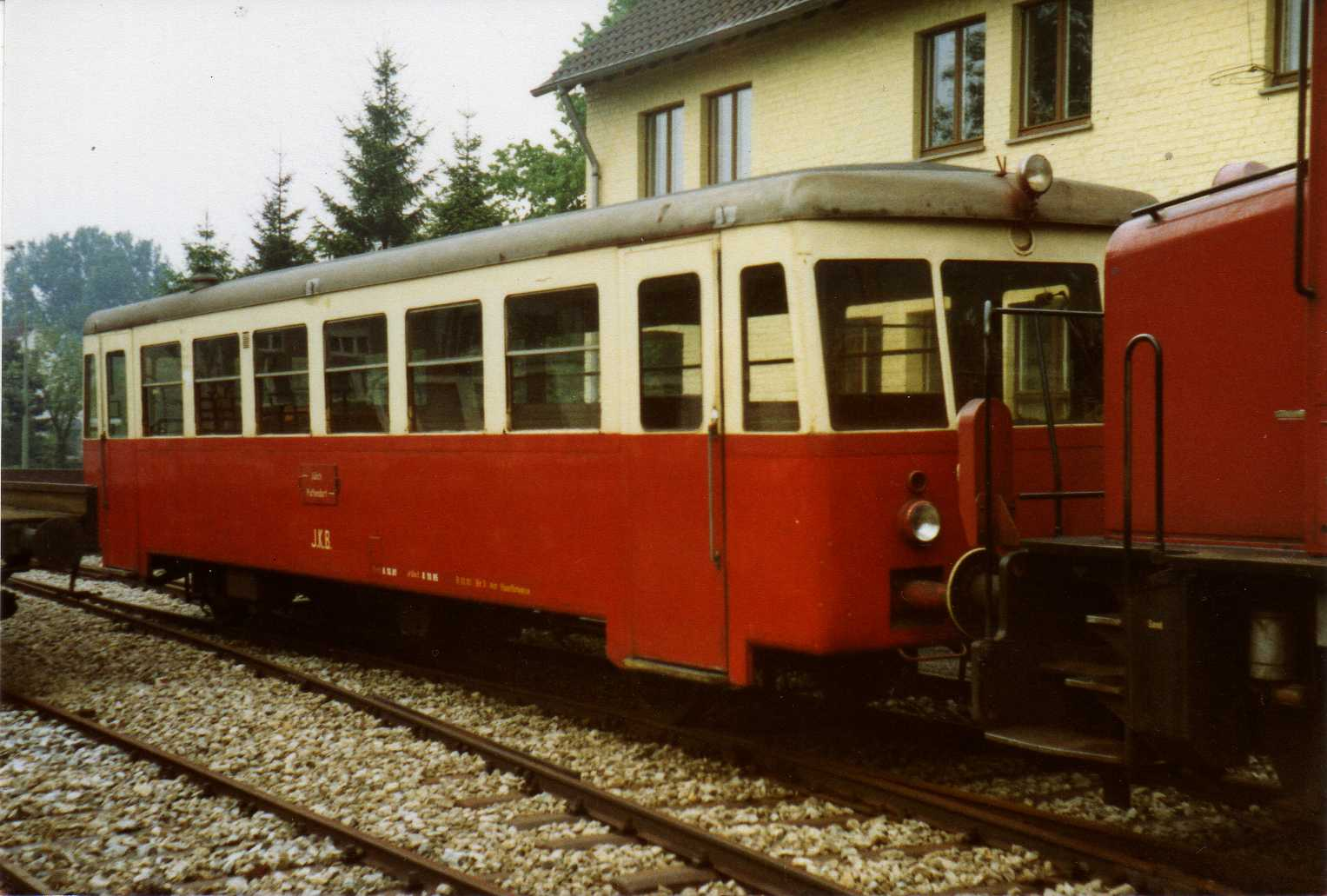
1982: Talbot-Triebwagen T 1 der ehemaligen Jülicher Kreisbahn bei einer Sonderfahrt im JKB-Bahnhof Jülich Nord

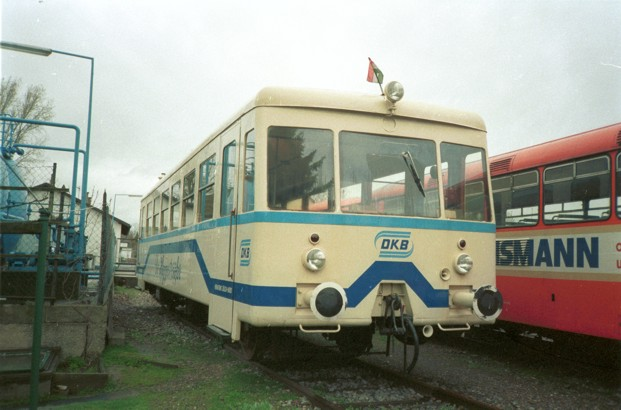
1994: T 1 im Design der Dürener Kreisbahn, abgestellt in Jülich Nord

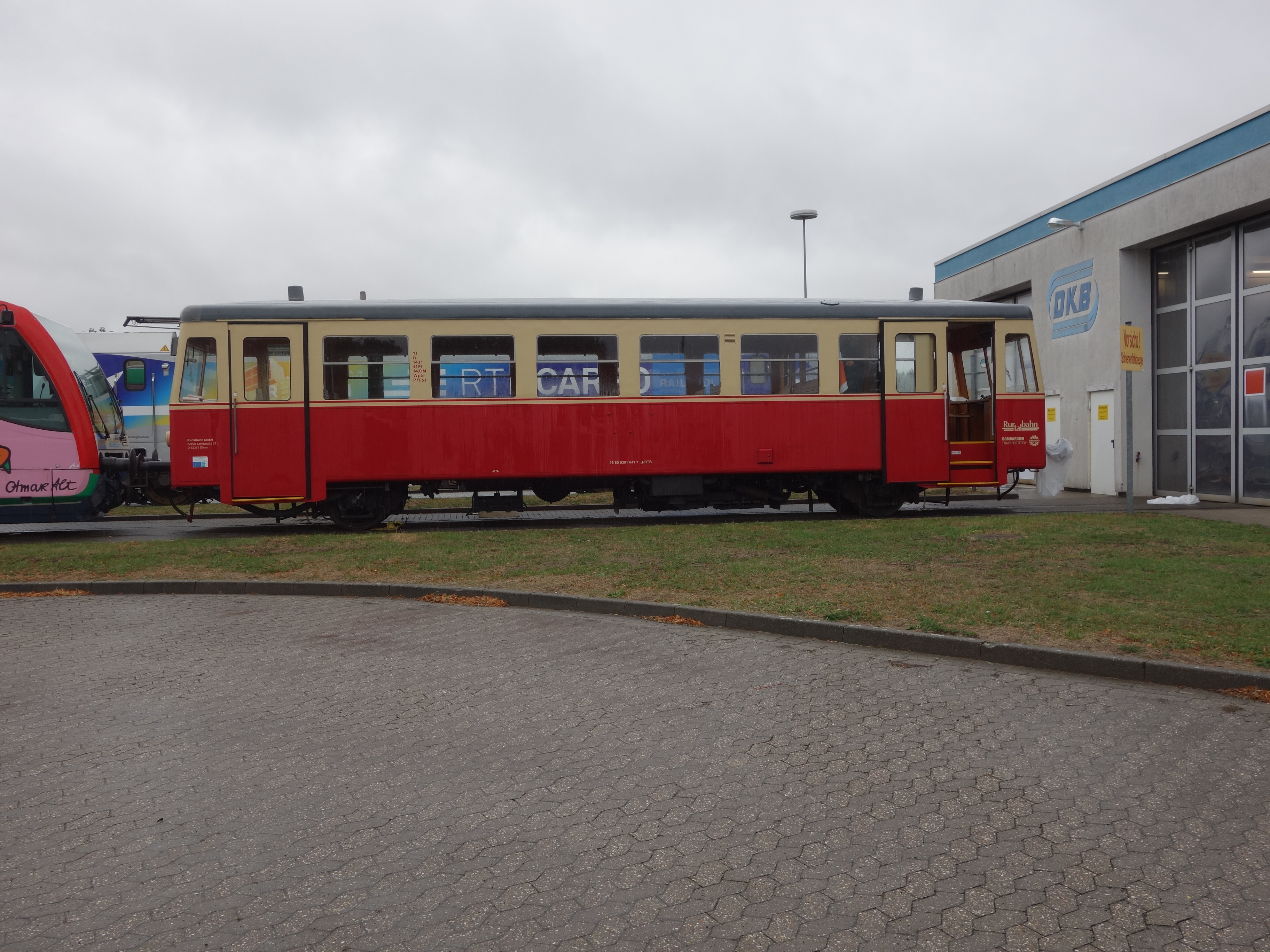
2018: T 1 in Düren-Distelrath beim Rurtalbahn-Jubiläum, durch die Fenster erkennbar die hölzernen Sitzbänke

Der Talbot Taunus wurde 1952 in einer Kleinserie von drei Fahrzeugen hergestellt. Ein Triebwagen wurde am 21. März 1952 in rot/beiger Lackierung an die Jülicher Kreisbahn ausgeliefert, welche ihn ab dem 10. Mai desselben Jahres zwischen Jülich-Nord und Puffendorf einsetzte. Da der Personenverkehr auf dieser Strecke 1971 eingestellt und der Verkehr fortan mit Omnibussen durchgeführt wurde, wurde der Taunus nur noch gelegentlich für Rangierfahrten mit leichten Güterwagen oder vereinzelte Sonderfahrten eingesetzt. Im Frühjahr 1978 wurde der T 1 untersuchungspflichtig abgestellt, wegen seiner geringen Laufleistung erfolgte jedoch eine nochmalige Fristverlängerung um ein Jahr. Danach wurde der Motor ausgebaut, und seit 8. Oktober 1981 wurde der T 1 als Beiwagen VB 1 für Sonderverkehre eingesetzt.
Als die Jülicher Kreisbahn zum 1. Januar 1984 von der Dürener Kreisbahn (DKB) übernommen wurde, restaurierte diese den Taunus-Triebwagen. Dabei erhielt er einen neuen Motor, eine neue Farbgebung im blau/weißen Farbschema der Dürener Kreisbahn und einen großen Schriftzug „De Heggeströöfer“ (der Heckenstreifer, örtliche Bezeichnung für die Kleinbahn). Am 24. September 1984 wurde der T 1 in Jülich im neuen Design erstmals dem DKB-Aufsichtsrat und der Presse vorgestellt, die Teilnehmer einer Dampflok-Sonderfahrt am Vortag durften den renovierten T 1 noch nicht in Augenschein nehmen. Von diesem Zeitpunkt an wurde der Taunus ab und zu für Sonderfahrten eingesetzt, aber spätestens 1994 betriebsunfähig abgestellt.
2003 wurde nach der Teilprivatisierung der Dürener Kreisbahn die neu gegründete Rurtalbahn GmbH auf das Fahrzeug aufmerksam. Daraufhin wurde der Triebwagen im zu diesem Zeitpunkt im Besitz von Bombardier Transportation befindlichen Talbot-Werk von Lehrlingen als Projekt im Rahmen der Berufsausbildung erneut restauriert. Die Aufarbeitung wurde durch Fördergelder der Europäischen Union in Höhe von 35.000 Euro im Rahmen des LEADER-Projekts unterstützt. Seine „zweite Jungfernfahrt“ aus eigener Kraft absolvierte der T 1 nach über 15 Jahren Stillstand im Sommer 2009 zwischen Düren und Zülpich. Bei der Restaurierung erhielt der Taunus wieder seine ursprüngliche Farbgebung rot/beige, nun allerdings mit Rurtalbahn-Logo und seitlichen Zierstreifen unter den Fenstern. Außerdem wurde er mit einem für Fahrten auf DB-Strecken notwendigen Zugbeeinflussungssystem ausgerüstet, sodass er seitdem für Sonderfahrten im Raum Düren eingesetzt wird, insbesondere nach Heimbach (Eifel) und Euskirchen (Bördebahn). Beim Jubiläum „25 Jahre Rurtalbahn“ war er im September 2018 in der Zentralwerkstatt Düren-Distelrath von außen und innen öffentlich zu besichtigen. Am 23. November 2020 gelang der VT als Dauerleihgabe zu den Eisenbahnfreunden Grenzland e.V. nach Raeren. Dort steht er geschützt in einer Halle mit weiteren Fahrzeugen des Vereins.
Ein ähnlicher Triebwagen des Typs Aachen war bei der Meppen-Haselünner Eisenbahn als VT 11 im Einsatz. Ebenfalls 1952 geliefert, fuhr er bis 1967 als Triebwagen, danach als Beiwagen, 1973 wurde er an das Museum Buurtspoorweg verkauft, wo er aber 2015 nicht mehr vorhanden war. Der erste Triebwagen des Typs Aachen war annähernd baugleich mit dem Typ Taunus, allerdings mit einem um ein Fenster verkürzten Wagenkasten. Ab 1954 wurde der Typ Aachen überarbeitet, mit gleicher Motorisierung, aber veränderter Stirnfront (um die Ecke herumgezogene Fenster) angeboten, und war bei mehreren Privatbahnen im Einsatz.

## Technik und Ausstattung
Der Wagenkasten ist in Rahmenbauweise ausgeführt; der Rahmen besteht aus profiliertem Eisen. Unterhalb des Rahmens sind der von Humboldt-Deutz hergestellte Dieselmotor und das Mylius-Wechselwendegetriebe untergebracht. Die Kraftübertragung auf einen der beiden Radsätze erfolgt über eine Kardanwelle. Die Steuerung der Antriebskomponenten erfolgt pneumatisch.
Im Innenraum des Triebwagens befinden sich an jeder Fahrzeugseite durchgehende Sitzbänke aus Holz; der Führerstand ist räumlich nicht vom Fahrgastraum abgetrennt. An einem Fahrzeugende ist ein Gepäckabteil vorhanden, das durch eine Zwischenwand vom übrigen Fahrzeug getrennt ist und das bei der Berechnung der verfügbaren Stehplätze berücksichtigt wurde. Die Zahl der Sitzplätze wird mit 61 angegeben; zusätzlich gibt es drei Behelfssitze. Eine elektrische Beleuchtung und eine Unterflurheizung von Pintsch sind ebenfalls installiert.